# Ibn Durayd
Abu-Bakr Muhàmmad ibn al-Hàssan al-Azdí al-Basrí ad-Dussí —en àrab أبو بكر محمد بن الحسن بن دريد بن عتاهية الأزدي البصري الدوسي, Abū Bakr Muḥammad ibn al-Ḥassan al-Azdī al-Baṣrī ad-Dūṣī—, més conegut com a Ibn Durayd —en àrab ابن دريد, Ibn Durayd— (Bàssora, 837 - Bagdad, 12 d'agost de 933) fou un filòleg àrab.
Va escriure un diccionari monumental conegut com Al-jàmhara. Va morir a Bagdad amb 98 anys, el 12 d'agost de 933.